# Jean Yanne
Jean Yanne, pseudonimo di Jean Roger Gouyé (Les Lilas, 18 luglio 1933 – Morsains, 23 maggio 2003), è stato un attore, sceneggiatore, regista, compositore e produttore cinematografico francese.
Vinse il premio per la miglior interpretazione maschile al 25º Festival di Cannes per il film L'amante giovane di Maurice Pialat. Altra rinomata interpretazione è quella di Popaul, insegnante accusato di essere un serial killer nel film Il tagliagole (1970) di Claude Chabrol.

## Filmografia

### Attore
- Naso di cuoio (Nez de cuir), non accreditato, regia di Yves Allégret (1952)
- È mezzanotte, dottor Schweitzer (Il est minuit, docteur Schweitzer), non accreditato, regia di André Haguet (1952)
- Le Chemin de Damas, non accreditato, regia di Max Glass (1952)
- Il carnet del maggiore Thompson (Les Carnets du Major Thompson), regia di Preston Sturges (1955)
- L'Amour à la chaine, regia di Claude de Givray (1964)
- La donna è uno spettacolo (La Femme spectacle), non accreditato, regia di Claude Lelouch (1964)
- Una vita alla rovescia (La Vie à l'envers), regia di Alain Jessua (1964)
- Jaloux comme un tigre, regia di Darry Cowl (1964)
- Dis-moi qui tuer, regia di Étienne Périer (1965)
- I sette falsari (Monnaie de singe), regia di Yves Robert (1966)
- La linea di demarcazione (La ligne de démarcation), regia di Claude Chabrol (1966)
- Il Santo prende la mira (Le Saint prend l'affût), regia di Christian-Jaque (1966)
- Ces messieurs de la famille, regia di Raoul André (1967)
- The Viscount - Furto alla banca mondiale (Le vicomte règle ses comptes), regia di Maurice Cloche (1967)
- O l'ammazzo o la sposo (Bang Bang), regia di Serge Piollet (1967)
- Week End - Una donna e un uomo da sabato a domenica (Week End), regia di Jean-Luc Godard (1967)
- Erotissimo, regia di Gérard Pirès (1968)
- Un drôle de colonel, regia di Jean Girault (1968)
- Ucciderò un uomo (Que la bête meure), regia di Claude Chabrol (1969)
- Il tagliagole (Le boucher), regia di Claude Chabrol (1970)
- Il rompiballe... rompe ancora (Fantasia chez les ploucs), regia di Gérard Pirès (1971)
- Tre canaglie e un piedipiatti (Laisse aller, c'est une valse), regia di Georges Lautner (1971)
- Sono un marito infedele (Êtes-vous fiancée à un marin grec ou à un pilote de ligne?), regia di Jean Aurel (1971)
- Da parte degli amici: firmato mafia! (Le saut de l'ange), regia di Yves Boisset (1971)
- L'amante giovane (Nous ne vieillirons pas ensemble), regia di Maurice Pialat (1972)
- Questo nostro simpatico mondo di pazzi (Tout le monde il est beau, tout le monde il est gentil), regia di Jean Yanne (1972)
- Dacci oggi i nostri soldi quotidiani (Moi y'en a vouloir des sous), regia di Jean Yanne (1973)
- I cinesi a Parigi (Les chinois à Paris), regia di Jean Yanne (1974)
- Chobizenesse, regia di Jean Yanne (1975)
- Quel giorno il mondo tremerà (Armaguedon), regia di Alain Jessua (1977)
- L'imprécateur, regia di Jean-Louis Bertucelli (1977)
- Moi, fleur bleue, regia di Eric Le Hung (1977)
- Ragione di stato (La raison d'état), regia di André Cayatte (1978)
- Je te tiens, tu me tiens par la barbichette, regia di Jean Yanne (1979)
- Asphalte, regia di Denis Amar (1981)
- Une journée en taxi, regia di Robert Ménard (1982)
- Due ore meno un quarto avanti Cristo (Deux heures moins le quart avant Jésus-Christ), regia di Jean Yanne (1982)
- Hanna K., regia di Costa-Gavras (1983)
- Papy fait de la résistance, regia di Jean-Marie Poiré (1983)
- La vera storia della rivoluzione francese (Liberté, égalité, choucroute), regia di Jean Yanne (1985)
- Telephone (Le téléphone sonne toujours deux fois), regia di Jean-Pierre Vergne (1985)
- Una storia dei nostri giorni (Attention bandits!), regia di Claude Lelouch (1986)
- Le paltoquet, regia di Michel Deville (1986)
- Oviri, regia di Henning Carlsen (1986)
- Fucking Fernand, regia di Gérard Mordillat (1987)
- Cayenne Palace, regia di Alain Maline (1987)
- Più veloce della luce (Quicker Than the Eye), regia di Nicolas Gessner (1989)
- Madame Bovary, regia di Claude Chabrol (1991)
- Les secrets professionnels du Dr Apfelglück, regia di Alessandro Capone, Stéphane Clavier, Mathias Ledoux, Thierry Lhermitte ed Hervé Palud (1991)
- La sévillane, regia di Jean-Philippe Toussaint (1992)
- Le bal des casse-pieds, regia di Yves Robert (1992)
- Indocina (Indochine), regia di Régis Wargnier (1992)
- La Légende, regia di Jérôme Diamant-Berger (1993)
- Pétain, regia di Jean Marboeuf (1993)
- Fausto, regia di Rémy Duchemin (1993)
- Profil bas, regia di Claude Zidi (1993)
- Chacun pour toi, regia di Jean-Michel Ribes (1994)
- Regarde les hommes tomber, regia di Jacques Audiard (1994)
- Zattera della Medusa (Le radeau de la Méduse), regia di Iradj Azimi (1994)
- Victory, regia di Mark Peploe (1995)
- L'ussaro sul tetto (Le hussard sur le toit), regia di Jean-Paul Rappeneau (1995)
- L'insolente (Beaumarchais, l'insolent), regia di Édouard Molinaro (1996)
- Enfants de salaud, regia di Tonie Marshall (1996)
- Désiré, regia di Bernard Murat (1996)
- Des nouvelles du bon Dieu, regia di Didier Le Pêcheur (1996)
- Mo', regia di Yves-Noël François (1996)
- Fallait pas!..., regia di Gérard Jugnot (1996)
- Tenue correcte exigée, regia di Philippe Lioret (1997)
- La signora del gioco, regia di Anna Brasi (1998)
- Igiene dell'assassino (Hygiène de l'assassin), regia di François Ruggieri (1999)
- Belle maman, regia di Gabriel Aghion (1999)
- Je règle mon pas sur le pas de mon père, regia di Rémi Waterhouse (1999)
- Actors (Les acteurs), regia di Bertrand Blier (2000)
- Il patto dei lupi (Le pacte des loups) di Christophe Gans (2001)
- Vertiges de l'amour, regia di Laurent Chouchan (2001)
- Adolphe, regia di Benoît Jacquot (2002)
- Piccoli tradimenti (Petites coupures), regia di Pascal Bonitzer (2003)
- Gomez & Tavarès, regia di Gilles Paquet-Brenner (2003)

### Regista
- Questo nostro simpatico mondo di pazzi (Tout le monde il est beau, tout le monde il est gentil) (1972)
- Dacci oggi i nostri soldi quotidiani (Moi y'en a vouloir des sous) (1973)
- I cinesi a Parigi (Les Chinois à Paris) (1974)
- Chobizenesse (1975)
- Je te tiens, tu me tiens par la barbichette (1979)
- Due ore meno un quarto avanti Cristo (Deux heures moins le quart avant Jésus-Christ) (1982)
- La vera storia della rivoluzione francese (Liberté, égalité, choucroute) (1985)

## Doppiatori italiani
- Luciano Melani in Week End - Una donna e un uomo da sabato a domenica
- Giancarlo Maestri in Il tagliagole
- Pino Locchi in Ragione di stato
- Sandro Tuminelli in Madame Bovary
- Vittorio Amandola in Il patto dei lupi